# Гаранина, Ксения Сергеевна
Ксения Сергеевна Гаранина (17 апреля 1997, Воткинск, Удмуртия) — армянская и российская футболистка, нападающая казанского «Мираса». Выступала за сборную Армении.

## Биография
Начала заниматься футболом в Воткинске в школьной команде. В 2013 году получила приглашение в клуб «Зенит-Ижевск», где провела два сезона.
С 2015 года выступала за другой ижевский клуб — «Торпедо». В дебютном сезоне стала лучшим бомбардиром Кубка России с 5 забитыми мячами, в том-числе отличилась хет-триком в матче против «Мариэлочки» (3:0). В 2015—2017 годах выступала со своим клубом в первом дивизионе и в 2017 году стала серебряным призёром соревнований. Большую часть сезона 2016 года пропустила из-за травмы передней крестообразной связки и обоих менисков. В 2018 году выступала в высшем дивизионе, дебютный матч в турнире провела 18 апреля 2018 года против «Кубаночки», заменив на 63-й минуте Марине Карапетян. Всего в высшей лиге в 2018 году приняла участие в 13 матчах, из 14, сыгранных командой. В сезоне 2019 года тоже включалась в заявку «Торпедо», причём на позиции защитника, но не сыграла ни одного матча.
Осенью 2019 года выступала в соревнованиях по мини-футболу за клуб «Альфа-банк», в составе которого стала серебряным призером Чемпионата России 6х6. Позднее перешла в армянский клуб «Ширак-Оменмен». В 2021 году играла за казанский «Рубин», в 2022 году перешла в «Ростов», где за весь сезон не сыграла ни одного матча. В 2023 году перешла в казанский «Мирас», в составе которого стала бронзовым призёром Первой лиги 2023.
В 2020 году приняла приглашение выступать за сборную Армении перед серией товарищеских матчей против Литвы. В первой игре осталась в запасе, а во втором матче, 6 марта 2020 года дебютировала в составе сборной, заменив на 89-й минуте Марал Артин.